# ベラスキタ・ラミレス

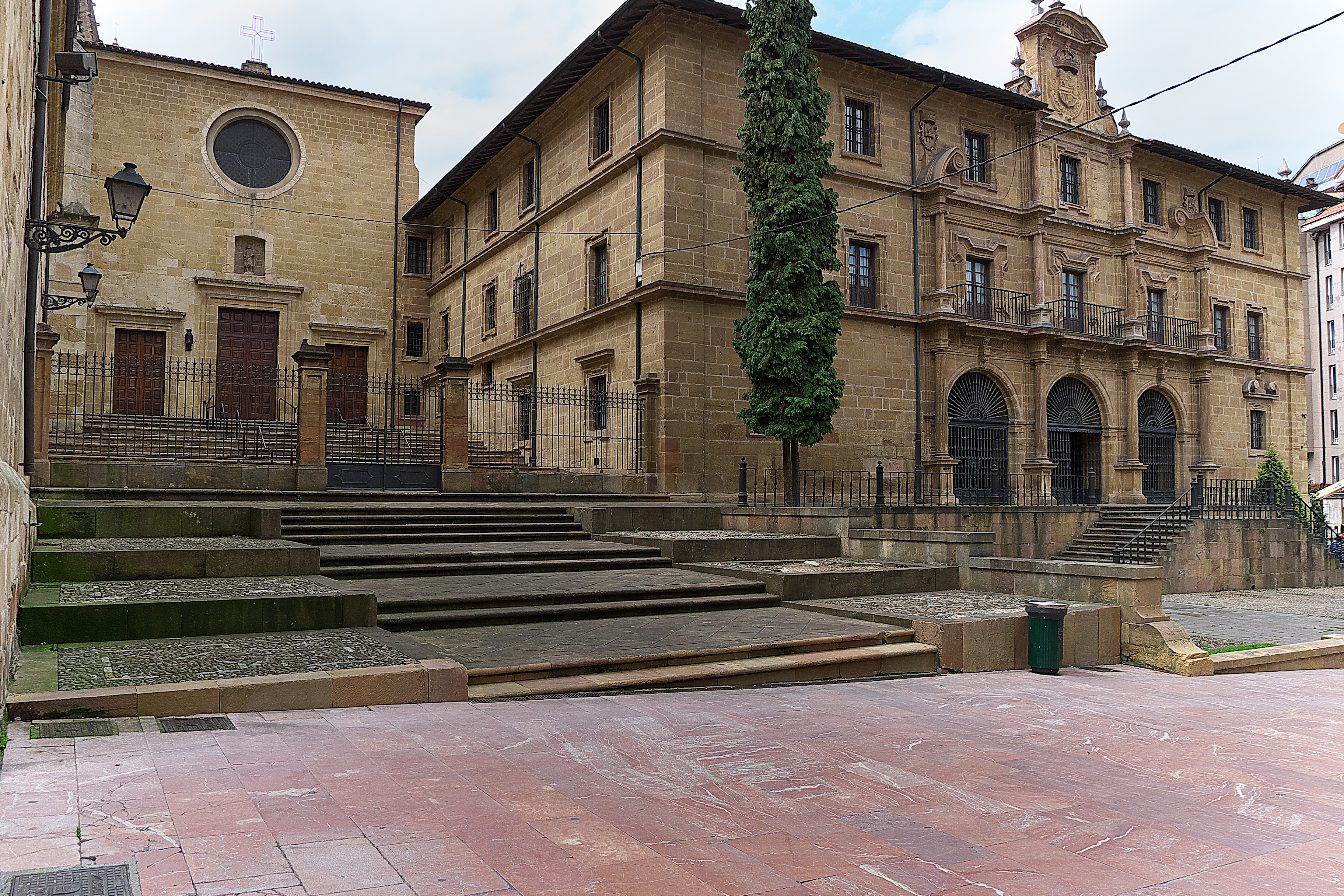
ベラスキタが引退したサン・ペラーヨ修道院（オビエド）

ベラスキタ・ラミレス（スペイン語：Velasquita Ramírez, 963年ごろ - 1035年ごろ）は、レオン王ベルムード2世の最初の妃。レオン王ラミロ3世の王子オルドーニョ・ラミレスと結婚したクリスティーナの母。

## 生涯
ベラスキタの出自ははっきりしない。デバにある教会の石碑には、ベラスキタのことを単に「filia Ranimiri（ラミロの娘）」として記されている。18世紀のスペインの歴史家マヌエル・リスコは、ベラスキタはレオン王ラミロ2世の娘であると考えていたが、ベラスキタは中世の特許状において当時の慣習に従い「filia Ranimiri regis（ラミロ王の娘）」として記されることはなかった。現代の歴史家はこの親子関係を否定しており、ヘルメネギルド・ゴンザレス伯爵とムニアドナ・ディアスの息子であるラミロ・メネンデスと、グティエ・メネンデス伯爵の娘であるその妻アドシンダ・グティエレスの間に生まれたのではないかと考えている。これは、ベルムード2世がヘルメネギルド伯爵の父であるゴンサロ・ベトテスを彼の（曾）祖父としている999年1月5日付の文書と一致する。
ベラスキタは980年から、ベルムード2世が即位する1年前に2人が初めて一緒に寄進状において確認される981年10月11日の間に結婚した。このガリシア王国の伯爵メネンド・メネンデスがサン・フリアン・デ・サモス修道院に寄進したことを記す寄進状において、ベルムード2世は「Veremudus, prolix Ordonius rex」、ベレスキタは「uxor ipsius（彼の妻）」としてそれぞれ記されている。
夫妻は988年末に最後に一緒に確認され、恐らく翌989年に離婚したとみられる。991年に、ベルムード2世と2番目の妃エルビラ・ガルシアが特許状において初めて一緒に確認される。ベレスキタは宮廷を去って娘クリスティーナとともにオビエドに移り、サン・ペラーヨ修道院において修道女となった。当時この修道院の修道院長はレオン王サンチョ1世の未亡人テレサ・アンスレスであった。中世研究家マルガリータ・トレスは、ベラスキタとテレサがともにベラスキタの娘クリスティーナとテレサの孫オルドーニョ・ラミレスとの結婚を計画し、推し進めたと考えている。ベラスキタは996年3月14日に夫であったベルムード2世と王妃エルビラ・ガルシアがサン・ペラーヨ修道院に寄進した時の文書で確認される。1024年、すでに未亡人であった娘クリスティーナが最終的に引退するコルネラーナのサン・サルバドル修道院を創建した時の特許状において、ベラスキタの存在が確認される。
ベラスキタの正確な没年は不明であるが、1028年から1035年の間に死去したとみられ、アストゥリアスのサン・サルバドル・デ・デバ修道院に埋葬されたといわれている。ベラスキタは1006年以前にこの修道院を創建し、創建の年の8月29日に、サンタ・クルス修道院、サン・フアン・デ・アボニオ修道院およびサン・マルティン・デ・サラス教会などとともにオビエド大聖堂に寄進した。

## 結婚と子女
ベラスキタの子として、以下の1女が知られている。
- クリスティーナ（982年頃 - 1051/67年） - レオン王ラミロ3世とサンチャ・ゴメスの息子オルドーニョ・ラミレスと結婚[注釈 2]

ベラスキタは、アルフォンソ・オルドーニェス、アルドンサ（またはイルドンシア）・オルドーニェス（1056年以降没）、オルドーニョ・オルドーニェス（カスティーリャ・レオン王フェルナンド1世の側近）および「ドーニャ・パリャ」として知られるペラーヤ・オルドーニェスの祖母である。